# Тим Уайнър
Тим Уайнър (на английски: Tim Weiner) е американски писател на бестселъри в жанра биография и документалистика.

## Биография и творчество
Тим Уайнър е роден на 20 юни 1956 г. в Уайт Плейнс, Ню Йорк, САЩ, в семейството на преподавателите Хърбърт и Дора Вайнер. Получава бакалавърска степен по история през 1978 г. и магистърска степен по журналистика през 1979 г. от Колумбийския университет.
След дипломирането си работи като писател на некролози към „Fairchild News Service“. В периода 1981 – 1982 г. е репортер към „Канзас Сити Таймс“. През 1982 г. получава награда „Пулицър“ за разследващите си статии в региона. В периода 1982 – 1992 г. е репортер и разследващ журналист към „Филаделфия Инкуайър“.
През 1988 г. е удостоен с наградата „Пулицър“ за серията си статии за тайния бюджет на Пентагона, използван от правителството за спонсориране на научни изследвания в областта на отбраната и натрупване на оръжие. През 1990 г. въз основа на тези статии е издадена книгата му „Blank Check“.
В периода 1993-2000 г. е разследващ репортер на „Ню Йорк Таймс“. Бил е кореспондент в Афганистан, Пакистан, Судан и други петнадесет, където отразява и разследва дейността на ЦРУ. През 2008 г. е издадена книгата му „Наследство от пепелища: Историята на ЦРУ“. Тя е удостоена с Националната награда за книга.
Тим Уайнър живее със семейството си в Ню Йорк.

## Произведения
- Blank Check: The Pentagon's Black Budget (1990)
- Betrayal: The Story of Aldrich Ames, an American Spy (1995) – с Дейвид Джонстън, Нийл А. Луис
Измяна: Историята на амер. шпионин Олдрич Еймс, изд. „Петър Берон“ (1996), прев. Павел Талев
- Legacy of Ashes: The History of the CIA (2008)
Наследство от пепелища: Историята на ЦРУ, изд. „Оксиарт“ (2009), прев. Борис Шопов
- Enemies: A History of the FBI (2012)
История на ФБР: врагове, изд.: ИК „Труд“, София (2014), прев. Жана Тотева
- One Man Against The World: The Tragedy of Richard Nixon (2015)